# 瓜子坪街道
瓜子坪街道，是中华人民共和国四川省攀枝花市东区下辖的一个街道办事处，其辖区内的兰尖社区原点广场于2022年8月26日被确定为攀枝花“城市原点”。

## 行政区划
瓜子坪街道下辖以下地区：
四合院社区、青年路社区、新民路社区、永康社区、北部社区、攀北社区、兰尖社区、延林社区、马兰山社区和阳光馨园社区。